# Patrimonialgericht Rülfenrod
Das Patrimonialgericht Rülfenrod war ein Patrimonialgericht, das ausschließlich das Dorf Rülfenrod umfasste.

## Geschichte
Am Ende des Alten Reichs befand sich das Gericht im Besitz der Schencken zu Schweinsberg.
Die Patrimonialgerichtsbarkeit umfasste nicht nur die erstinstanzliche Rechtsprechung, sondern auch eine Reihe von Kompetenzen im Bereich der öffentlichen Sicherheit und Ordnung, ähnlich der eines Amtes in größeren Territorien. Das Großherzogtum Hessen, zu dem Rülfenrod seit 1806 gehörte, war im Sinne des staatlichen Gewaltmonopols bestrebt, diese hoheitlichen Kompetenzen selbst zu übernehmen. 1822 kam es zu einem entsprechenden Übereinkommen zwischen dem Großherzogtum und den Schencken zu Schweinsberg. Das Patrimonialgericht gelangte so an das Großherzogtum, das nun auch hier Rechtsprechung und Verwaltung trennte. Die Verwaltung wurde auf den Landratsbezirk Kirtorf, die Rechtsprechung dem Landgericht Homberg an der Ohm übertragen.